# Kapaunsmühle

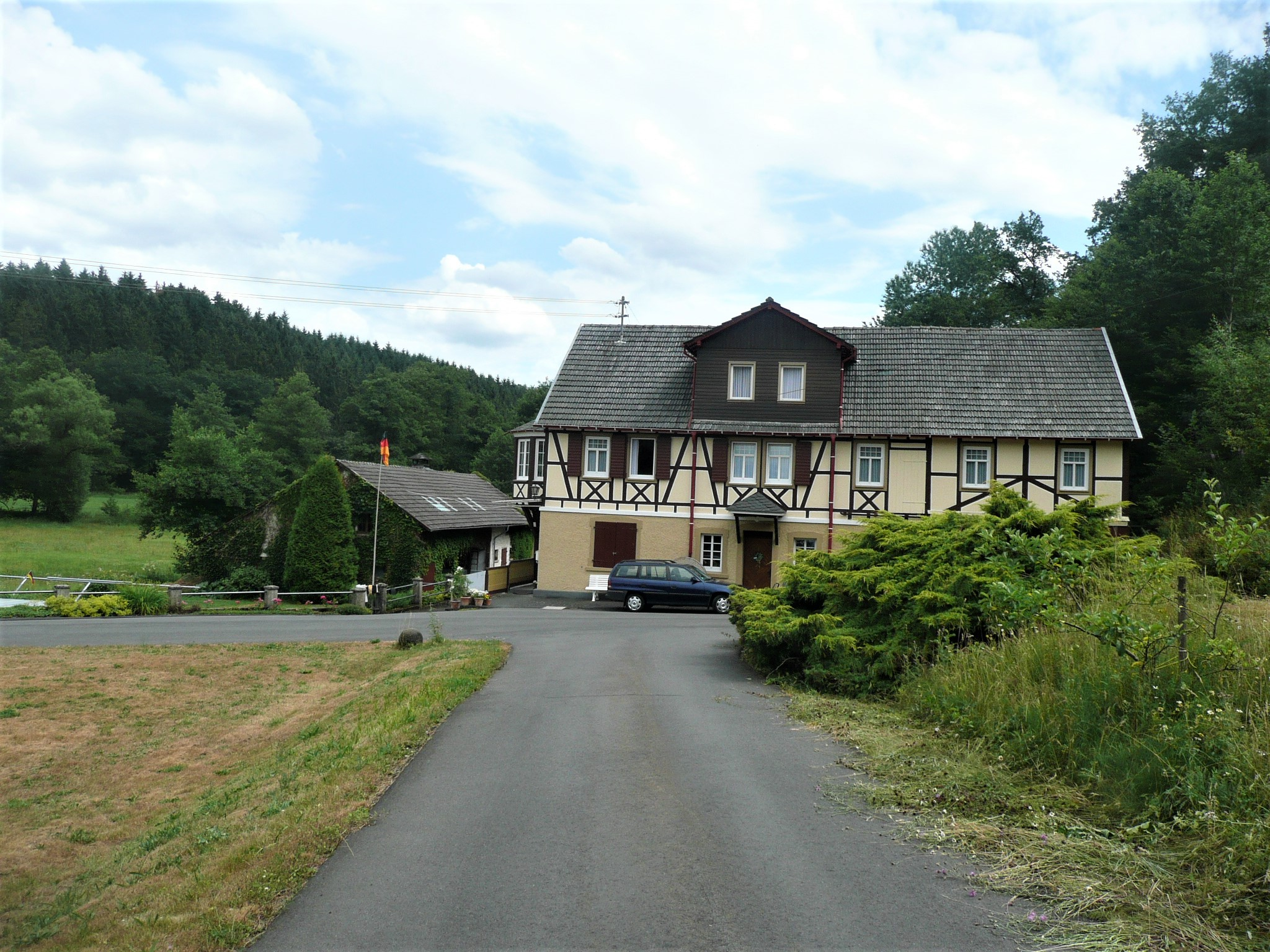
Ortsteil Kapaunsmühle (2010)

Kapaunsmühle ist ein Gemeindeteil der Ortsgemeinde Asbach im Landkreis Neuwied im nördlichen Rheinland-Pfalz.

## Geographie
Der Wohnplatz liegt im Niederwesterwald etwa vier Kilometer südöstlich des Hauptortes Asbach. Die Kapaunsmühle liegt im Mehrbachtal an der Einmündung des Krumbachs. Der Mehrbach bildet hier die Grenze zwischen den Gemeinden Asbach und Kescheid im Landkreis Altenkirchen. Die Kreisstraße 64 verbindet den Ort mit den Asbacher Ortsteilen Schöneberg und Niedermühlen.

## Geschichte
Der Name leitet sich von dem angrenzenden Flurnamen „Auf dem Kabhohn“ (auch „Karhohn“ und „Karbüchel“) ab.
Die erste urkundliche Erwähnung erfolgte 1714, als die Bewohner von Schöneberg, Heide, Altenburg und Reeg eine Eingabe an den Landesherrn, den Kölner Kurfürsten Joseph Clemens, richteten mit der Bitte, sie aus dem Mühlenbann in Burglahr zu entlassen und in die Kapaunsmühle zu überweisen. Die Bitte wurde begründet mit schlechten Wegen nach Burglahr und der Unmöglichkeit, den Mehrbach bei Hochwasser an den Furten bei Diefenau und Dasbach bei Hochwasser zu überqueren – ihr wurde dann stattgegeben. Der Eigentümer der Kapaunsmühle hatte für die hinzugekommenen etwa 60 Mahlgäste an den Kurfürsten jährlich 80 Reichstaler zu zahlen.
Um 1800 wurde die Mühle erneuert. Bereits vor dem Jahr 1900 wurde mit der Mühle auch eine eigene Lichtstromanlage betrieben. Nach dem Ersten Weltkrieg wurde auch eine Gattersäge betrieben. 1964 wurde der Mühlenbetrieb eingestellt. Das Mühlenhaus sowie vereinzelte Inneneinrichtungen sind noch vorhanden, der Mühlengraben inzwischen zugeschüttet.
Bei einer Volkszählung im Jahr 1885 lebten in der Kapaunsmühle zwölf Einwohner.
Bis zum 16. März 1974 gehörte die Kapaunsmühle zu der bis dahin eigenständigen Gemeinde Schöneberg. Aus ihr und den gleichzeitig aufgelösten Gemeinden Asbach und Limbach sowie einem Teil der Gemeinde Elsaff wurde am 16. März 1974 die Ortsgemeinde Asbach neu gebildet.